# トム・ホランド (俳優)
トム・ホランド（Tom Holland）、本名トーマス・スタンリー・ホランド（Thomas Stanley Holland, 1996年6月1日 - ）は、イギリスの俳優。身長169cm。
日本では「トムホ」「ネタバレ王子」の愛称で親しまれている。俳優の他にも短編映画『Tweet』（2015年）を監督し、コンピューター・アニメーションの声優も務めている。また、ホランドは両親が設立した慈善団体「ブラザーズ・トラスト」の支援もしている。

## 経歴
コメディアンで作家の父ドミニク・ホランドと写真家の母ニッキー・ホランドのもとに生まれた。4人兄弟の長男。双子のサム・ホランドとハリー・ホランド、パディー・ホランドを弟にもつ。
幼少の頃にダンス教室に通っていたホランドは、ダンス教室で振付師にその才能を見出され、2008年にヴィクトリア・パレス・シアターで行われた『Billy Elliot the Musical』の「West End stage」で脇役に起用された。その数か月後、タイトルロールに格上げされ、2008年から2010年まで演じることとなった。
2012年、津波を描いたパニック映画『インポッシブル』で映画デビューを果たす。そこでの演技が注目され、第33回ロンドン映画批評家協会賞若手英国俳優賞や、スペインのアカデミー賞と呼ばれるゴヤ賞で新人男優賞にノミネートされた。

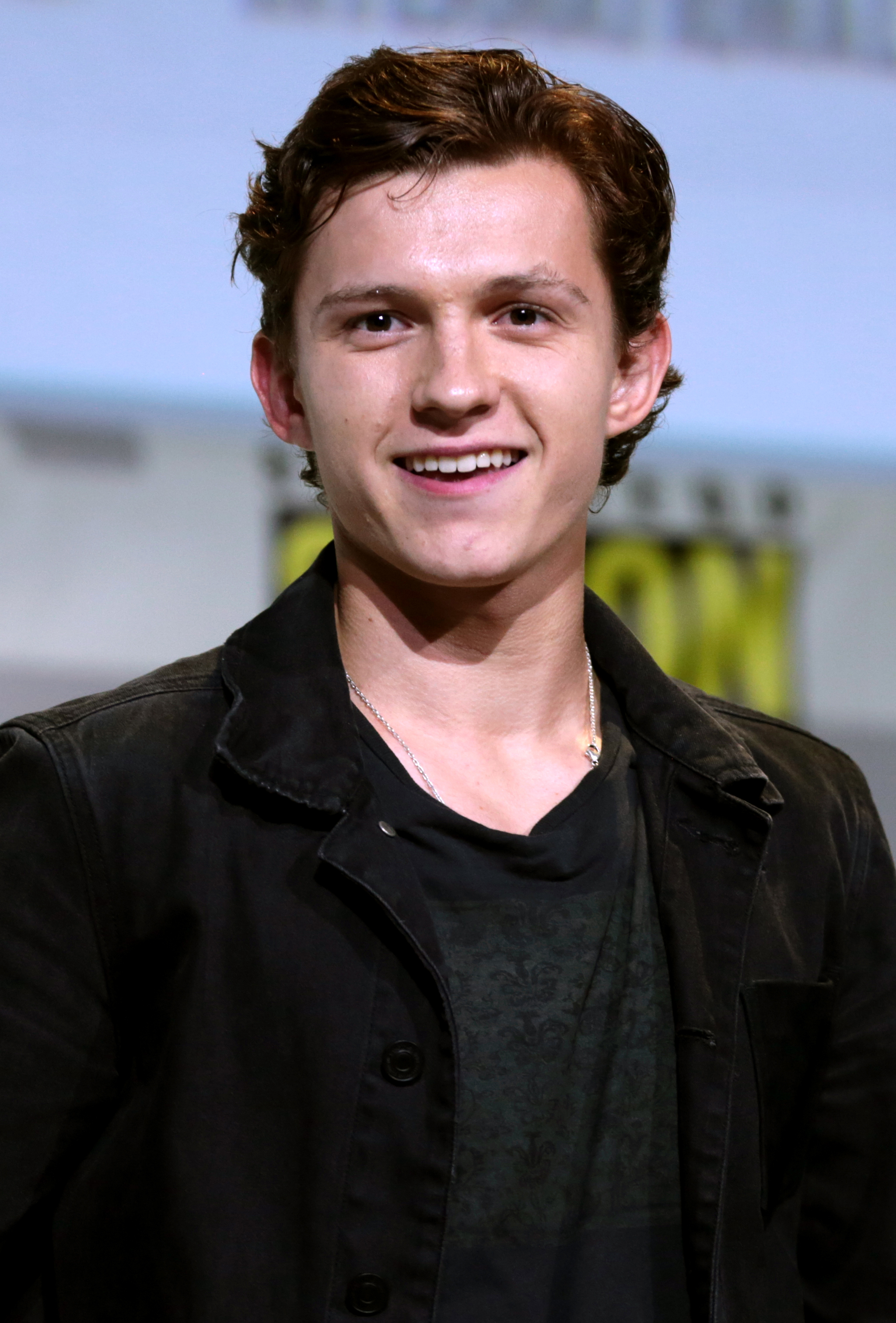
2016年、サンディエゴ・コミコンでのホランド

2015年、マーベル・スタジオ製作のスーパーヒーロー映画作品シリーズ『マーベル・シネマティック・ユニバース (MCU)』のピーター・パーカー / スパイダーマン役に抜擢されたことが発表され、2016年公開の『シビル・ウォー/キャプテン・アメリカ』にて初登場。以降のMCU作品に同役で出演している。
翌年2017年には英国アカデミー賞のライジング・スター賞を史上最年少で受賞。スパイダーマン単独作となる『スパイダーマン:ホームカミング』も公開され、こちらも史上最年少でMCU映画のタイトルロールを演じた俳優となった。
2019年、『スパイダーマン:ファー・フロム・ホーム』が公開され、スパイダーマン映画として史上初の世界興行収入10億ドルを突破した。
2021年、『スパイダーマン:ノー・ウェイ・ホーム』が公開される。新型コロナウイルスが猛威を振るう中、世界興行収入19億ドルという大ヒットを記録。コロナ禍で初めて10億ドルを突破した作品となり、社会現象となった。
2022年、人気ゲームの実写化『アンチャーテッド』に出演。役作りのために過酷なトレーニングを積んでいたことや、たった数分のカクテル作りのシーンのために、バーテンダー学校に通っていたことを明かした。

### 製作会社
2024年12月13日、自身の製作会社「ビリー17」(Billy 17)を設立し、ソニー・ピクチャーズとの契約を締結したことが判明した。
現在ソニーとの共同製作作品は3作予定されており、ロドニー・ロスマンが脚本を務めトムが主演を務める『Burnt』、グレーム・シムションの同名の小説を映画化する『Rosie Project』、そしてエイミー・パスカルが製作を務め同じくトムが主演を務める『The Winner』がある。

## 私生活
- 同じイギリス出身の俳優ハリソン・オスターフィールドと親友同士であり、2016年から一緒に暮らしている。また、子どもの時に撮影で宿題をする時間がなかったためによくハリソンの宿題を写して提出していたというエピソードがある。
- 映画『スパイダーマン:ホームカミング』で共演した女優のゼンデイヤとはプライベートでの交流風景を幾度かパパラッチされており、交際の噂がたっていたが本人達はただの友達であると否定しており、お互い違う相手とのデート報道がキャッチされていた。しかし、2021年7月に車で2人がキスしている姿[12]がパパラッチされ、再び交際の噂がたった。彼らは明言していないが、『スパイダーマン:ノー・ウェイ・ホーム』のプレスツアーやInstagramで仲の良い姿を見せている[13][14]。
- 映画『アンチャーテッド』で共演したマーク・ウォールバーグから貰ったマッサージガンをずっと大人のおもちゃだと勘違いしていた[15]。
- 過去にラジオでマーベルに「情熱的なセックスシーンを入れるべきだと思います」と話したら断られたと話している。
- 夢遊病に悩まされており、「10回の睡眠のうち4回は全裸で目覚める」と明かしている[16]。
- 2019年7月にOlivia Bolton（オリビア・ボルトン）という一般人女性とのデート写真がキャッチされたが2020年に別れて友達に戻ったと関係者が話している[17]。
- 2020年女優のナディア・パークスとの交際を開始。同棲生活を送っていた[18]。しかし、2021年2月には破局している。
- ペットのテッサ (Tessa) は、スタッフォードシャー・ブル・テリアという犬種。
- 家族でTHE BROTHERS TRUSTという名の非営利団体を設立している。
- 出身地であるロンドンに本拠地を持つサッカーチーム、トッテナム・ホットスパーFC（スパーズ）のサポーターで、好きな選手はソン・フンミン。なおファンからはスパーズのライバルであるアーセナルFCのサポーターだと長年思われていた。GQでのインタビューで「理想のUEFAチャンピオンズリーグ決勝のカードは？」という質問で「トッテナムと（弟がファンである）ブレントフォードFCのカード」と答えてる[19]。
- 2025年1月7日、女優のゼンデイヤと婚約を発表[20]。

## エピソード
- 頬が膨らんでいるように見える輪郭をしているため、あるファンから「いつも口にカエルを隠しているように見えるんだよね。カエルが居心地悪そうに飛び跳ねてるんだけど、カエルが逃げるからトムが口を開けられないみたい」[21]と言われると、自身のInstagramにて、笑い泣きの絵文字を使用しながら「これ面白すぎる。この噂は本当だと認める」[22]とのジョークを投稿。なお、一部のファンによって、この架空のカエルにはデイヴ (Dave) と名前がつけられている。
- クロワッサンの発音がおかしいと周囲の人に言われているが、本人は全くそう思っておらず不思議に思っている[要出典]。
- トムはイギリスの俳優であり、普段はブリティッシュイングリッシュを話しているのだが、映画の役に応じてアメリカンイングリッシュで演技をしている[要出典]。
- 2017年、トムが人気トーク番組『ジミー・キンメル・ライブ』に出演した際、「アメリカの高校生の役をするということが、この映画で一番不安だったところなんだ。だからマーベルに、『僕は高校に潜入するべきだ』って冗談で言ったんだ。本当にそんなことをする気は全くなかったんだけど、マーベルは真に受けてしまったみたいで、僕は筆箱と鞄を持ってブロンクス・ハイスクール・オブ・サイエンス（ブロンクス科学高等学校）という高校に行く羽目になった。そこは天才の学生しか入れない優秀な学校なんだ。そこに偽名とアメリカ訛りで通った。だけど、先生までもが僕を本物の編入生だと勘違いしていて、僕を教室の前に呼び『この問題をどう思う？』と何度も聞かれたんだよ。『全く何を聞かれているのかが分からない…』って感じで恥ずかしかった」と言っておりさらに、「一度クラスの一番後ろに座ったとき、隣の席に座っていたかわいい女の子に『で、あなたはどんな人なの？』と聞かれた。だから僕は『秘密を教えてあげようか。僕はスパイダーマンなんだよ』と話した。でも彼女は信じてくれなくて『あなた今まであった中で1番頭がおかしい』と言われた。その時はまだ『シビル・ウォー/キャプテン・アメリカ』がまだ公開されてなかったからね。」というエピソードを明かしている[要出典]。
- 秘密を守ることが苦手であることを公言しており、自身が出演した映画作品の内容の一部を公開前に外部に漏らしてしまったことがある。『アベンジャーズ/インフィニティ・ウォー』のプロモーション活動で、多く行動をともにした俳優のベネディクト・カンバーバッチは、ホランドが秘密を喋りそうになると止めている。また、『アベンジャーズ/エンドゲーム』で行われる葬儀のシーンでは、秘密を外部に漏らさないために、結婚式のシーンを撮影すると騙されたことも話している[23][24]。また、マーベル・シネマティック・ユニバースで共演している俳優のクリス・プラットは、プラットが主演の映画『ジュラシック・ワールド/炎の王国』の脚本が届いてもいない段階で、内容を明かされた（監督のフアン・アントニオ・バヨナがホランドに内容を教えていた）[25][26]。
- 『シビル・ウォー/キャプテン・アメリカ』のオーディション初日に、急遽ロバート・ダウニー・Jrの到着を知らされたホランドは、挨拶の際、緊張のあまり間違えてスタントダブルに挨拶をしてしまったことがある。
- 2017年、クモのタトゥーが右足の裏にあることをファンに披露した。徐々に薄くなってしまうため、披露した時点ですでに3度入れ直したと語っている[27]。
- トッテナムのサポーターであるトムは2021年のバロンドールの授賞式に「スパイダーマン:ノー・ウェイ・ホーム」のプロモーションも兼ねてゲストとして参加した際、キリアン・エムバペをトッテナムへ勧誘したが、冗談交じりで断られたとのこと[28]。
- 2021年、ブラザーズ・トラスト主催のライブストリーミングイベントにて、将来の犬の名前を「Kumo」（日本語の"蜘蛛"が由来）とすることが決定された[29]。
- 2023年、Buzz Feed Celebが動画配信サービスYouTube投稿した「Tom Holland Answers 30 Questions As Quickly As Possible」という動画で一番欲しい時計はパテックフィリップ オリーブグリーン ノーチラスだと答えた。好きな時計の好きな色らしいのだが、入手できなかったとのこと。

## フィルモグラフィ
※役名の太字表記は主演。

### 映画

#### 劇場公開映画
| 年   | 題名                                                                | 役名                                | 備考                           | 吹き替え                   |
| ---- | ------------------------------------------------------------------- | ----------------------------------- | ------------------------------ | -------------------------- |
| 2011 | 借りぐらしのアリエッティ The Borrower Arrietty                      | 翔                                  | 声の出演（イギリス版吹き替え） | 神木隆之介（原語版の声優） |
| 2012 | インポッシブル The Impossible                                       | ルーカス・ベネット                  |                                | 小林由美子                 |
| 2013 | わたしは生きていける How I Live Now                                 | アイザック                          | (吹替版なし)                   |                            |
| 2013 | オン・ザ・ハイウェイ その夜、86分 Locke                             | エディ                              | 声の出演                       | 樋口あかり                 |
| 2015 | 白鯨との闘い In the Heart of the Sea                                | トーマス・ニッカーソン              |                                | 河西健吾                   |
| 2016 | シビル・ウォー/キャプテン・アメリカ Captain America: Civil War      | ピーター・パーカー / スパイダーマン | 榎木淳弥                       |                            |
| 2016 | ウィンターストーム 雪山の悪夢 Edge of Winter                        | ブラッドリー・ベイカー              | 榎木淳弥                       | 日本劇場未公開             |
| 2016 | ロスト・シティZ 失われた黄金都市 The Lost City of Z                 | ジャック・フォーセット              |                                | 平井貴大                   |
| 2017 | レジェンダリー Pilgrimage                                           | ダーマッド                          | 山下誠一郎                     |                            |
| 2017 | スパイダーマン:ホームカミング Spider-Man: Homecoming                | ピーター・パーカー / スパイダーマン | 榎木淳弥                       |                            |
| 2017 | エジソンズ・ゲーム The Current War                                  | サミュエル・インサル                | 榎木淳弥                       |                            |
| 2018 | アベンジャーズ/インフィニティ・ウォー Avengers: Infinity War        | ピーター・パーカー / スパイダーマン | 榎木淳弥                       |                            |
| 2019 | アベンジャーズ/エンドゲーム Avengers: Endgame                       | ピーター・パーカー / スパイダーマン | 榎木淳弥                       |                            |
| 2019 | スパイダーマン:ファー・フロム・ホーム Spider-Man: Far From Home     | ピーター・パーカー / スパイダーマン | 榎木淳弥                       |                            |
| 2019 | スパイ in デンジャー Spies in Disguise                              | ウォルター・ベケット                | 声の出演 日本劇場未公開        | 田谷隼                     |
| 2020 | ドクター・ドリトル Dolittle                                         | ジップ                              | 声の出演                       | 斉藤壮馬                   |
| 2020 | 2分の1の魔法 Onward                                                 | イアン・ライトフット                | 声の出演                       | 志尊淳                     |
| 2021 | カオス・ウォーキング Chaos Walking                                  | トッド・ヒューイット                |                                | (吹替版なし)               |
| 2021 | ヴェノム:レット・ゼア・ビー・カーネイジ Venom: Let There Be Carnage | ピーター・パーカー / スパイダーマン | カメオ出演                     | (台詞なし)                 |
| 2021 | スパイダーマン:ノー・ウェイ・ホーム Spider-Man: No Way Home         | ピーター・パーカー / スパイダーマン |                                | 榎木淳弥                   |
| 2022 | アンチャーテッド Uncharted                                          | ネイサン・ドレイク                  | 兼製作総指揮                   | 榎木淳弥                   |
| 2026 | スパイダーマン:ブランド・ニュー・デイ Spider-Man:Brand New Day      | ピーター・パーカー / スパイダーマン |                                | TBA                        |
| 2026 | オデュッセイア (映画) The Odyssey                                   | テーレマコス                        |                                | TBA                        |
| 2026 | Avengers: Doomsday                                                  | ピーター・パーカー / スパイダーマン |                                | TBA                        |
| TBA  | Untitled Fred Astaire Biopic                                        | フレッド・アステア                  |                                | TBA                        |
| TBA  | American Speed                                                      | TBA                                 |                                | TBA                        |
| TBA  | Burnt                                                               | TBA                                 | 兼製作                         | TBA                        |
| TBA  | The Winner                                                          | TBA                                 | 兼製作                         | TBA                        |
| TBA  | Partner                                                             | パトリック                          | 兼製作                         | TBA                        |

#### WEB配信映画
| 年   | 題名                                      | 役名                 | 配信局    | 吹替     |
| ---- | ----------------------------------------- | -------------------- | --------- | -------- |
| 2020 | 悪魔はいつもそこに The Devil All the Time | アーヴィン・ラッセル | Netflix   | 榎木淳弥 |
| 2021 | チェリー Cherry                           | チェリー             | Apple TV+ | 榎木淳弥 |

### 短編映画
| 年   | 題名      | 役名       | 備考                             |
| ---- | --------- | ---------- | -------------------------------- |
| 2023 | Last Call | チャーリー | 弟ハリー・ホランドが監督を務める |

### テレビシリーズ

#### テレビドラマ
| 年   | 題名                     | 役名                     | 備考                    |
| ---- | ------------------------ | ------------------------ | ----------------------- |
| 2015 | ウルフ・ホール Wolf Hall | グレゴリー・クロムウェル | ミニシリーズ、計6話出演 |

#### WEB配信ドラマ
| 年   | 題名                                                     | 役名             | 配信局    | 備考                                    | 吹替     |
| ---- | -------------------------------------------------------- | ---------------- | --------- | --------------------------------------- | -------- |
| 2019 | ザ・シェフ・ショー 〜だから料理は楽しい!〜 The Chef Show | 本人             | Netflix   | 料理番組 「アベンジャーズとアトランタ」 | 榎木淳弥 |
| 2023 | クラウデッド・ルーム The Crowded Room                    | ダニー・サリバン | Apple TV+ | 計10話出演 兼製作総指揮                 | 榎木淳弥 |

### 舞台

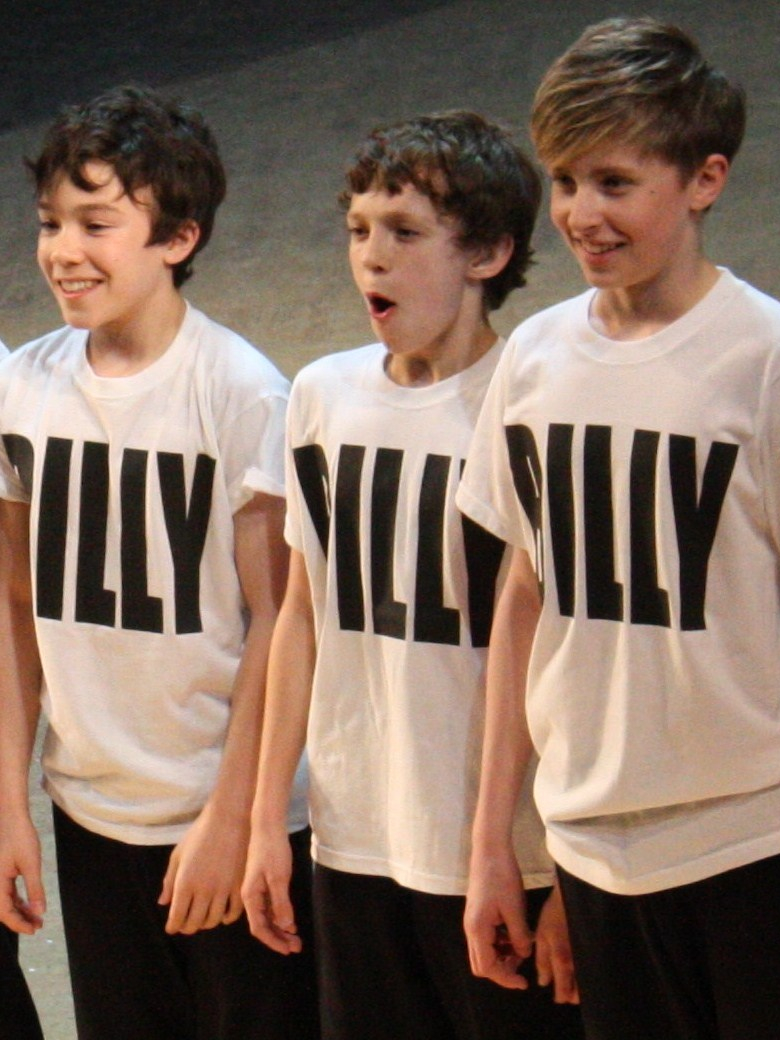
舞台に立つトム・ホランド（中央）

| 年   | 題名                     | 役名            | 劇場                    | 備考                   |
| ---- | ------------------------ | --------------- | ----------------------- | ---------------------- |
| 2008 | Billy Elliot the Musical | Billy / Michael | Victoria Palace Theatre | 9月8日 - 2010年5月29日 |
| 2024 | Romeo & Juliet           | Romeo           | Duke of York's Theatre  | 5月11日 - 8月3日       |

## 日本語吹き替え
『シビル・ウォー/キャプテン・アメリカ』以降、現在までほとんどの作品を榎木淳弥が担当している。
また、榎木は2022年には『スパイダーマン:ノー・ウェイ・ホーム』のPRでリモートでの対面を果たし、ホランド本人からも公認される専属吹き替え声優となった。
榎木が専属になるまでは、小林由美子、河西健吾、平井貴大、山下誠一郎なども担当したことがあった。